# Duras (druivensoort)

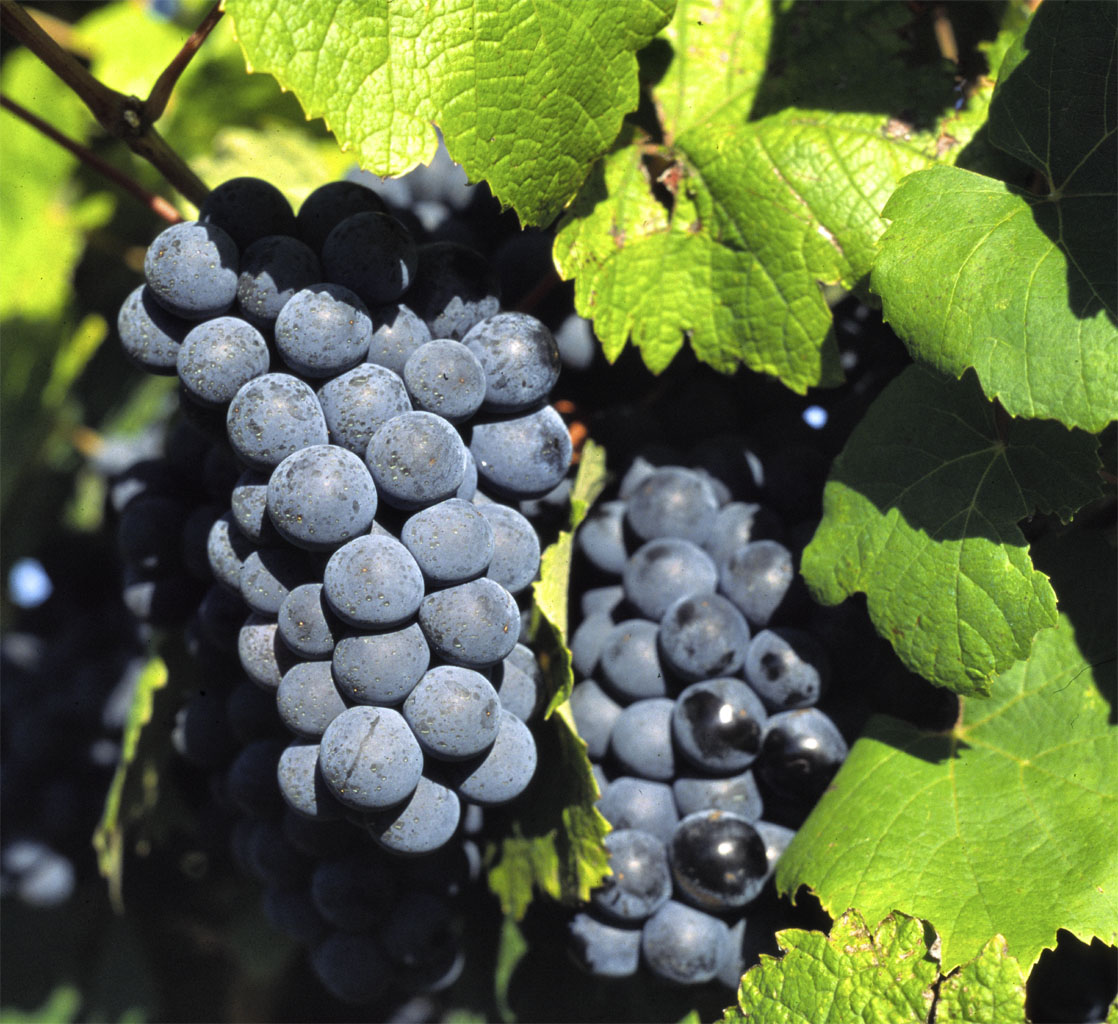
Duras

Duras is een blauwe druif (cépage) die voornamelijk gebruikt wordt voor rode wijn uit de Gaillac. Als de wijn voor een Appellation d'Origine Contrôlée in aanmerking wil komen, is het gebruik van deze druif voorgeschreven. De aanplant bedraagt ongeveer 1.000 hectare.
De soort is vernoemd naar de Durasstreek rond het dorpje  Duras in het Franse departement Lot-et-Garonne.
Alhoewel men dit in eerste instantie wel zou denken, wordt deze soort niet gebruikt in de Côtes de Duras.
Ook in de Côtes de Gascogne wordt deze druif gebruikt.